# Tam diu Germania vincitur
Tam diu Germania vincitur! "Da così tanto tempo stiamo vincendo la Germania"! 
Sommamente ironica frase dello storico e politico romano Publio Cornelio Tacito che puntualizza nel suo De Origine et situ Germanorum (37, 2) come delle imprese dei Cimbri sia giunta per la prima volta notizia a Roma sotto il consolato di Cecilio Metello e Papirio Carbone (113 a.C.) e che
(Publio Cornelio Tacito, Germania, 37, 2, BUR, Milano, 2000, trad.: B.Ceva)
Evidente l'ironia verso le continue e strombazzate vittorie di Roma che, però, non riusciva a porre termine allo stillicidio di battaglie e guerre e a sottomettere (come aveva fatto con altri popoli) le genti germaniche.